# Санта Крус, Роке
Роке Луис Санта Крус Кантеро (исп. Roque Luis Santa Cruz Cantero; род. 16 августа 1981[…], Луке, Сентраль) — парагвайский и испанский футболист, нападающий клуба «Либертад». Участник чемпионатов мира 2002, 2006 и 2010 годов в составе сборной Парагвая.

## Биография

### Клубная карьера

#### «Олимпия» Асунсьон
Роке Санта Крус присоединился к детской команде клуба «Олимпия» (Асунсьон) в возрасте девяти лет и был её лучшим бомбардиром в течение нескольких сезонов. Его успехи не остались незамеченными. Главный тренер первой команды «Олимпии» Луис Кубилья пригласил пятнадцатилетнего Санта Круса в основной состав команды. Профессиональный дебют молодого форварда состоялся 27 июля 1998 года в парагвайском классико против «Серро Портеньо» в возрасте шестнадцати лет. Игра Санта Круса помогла «Олимпии» выиграть чемпионат Парагвая в 1998 и 1999 годах. В 1999 году Санта Крус был признан футболистом года в Парагвае.

#### «Бавария»
Благодаря своим прекрасным результатам в «Олимпии» и в национальной сборной Парагвая Санта Крус подписал контракт с мюнхенской «Баварией» во второй половине 1999 года. В Мюнхене Санта Крус особенно не блистал, забив всего 5 голов в свой первый сезон: несколько травм и высокая конкуренция в линии нападения клуба не позволили ему раскрыться полностью.
Тем не менее, при его участии «Бавария» добивалась успеха, выиграв чемпионат и Кубок Германии, Лигу чемпионов УЕФА и Межконтинентальный кубок.

#### «Блэкберн Роверс»
Санта Крус подписал четырёхлетний контракт с «Блэкберн Роверс» 28 июля 2007 года. Сумма трансфера составила 3,5 миллиона фунтов стерлингов. Санта Крус забил гол в своём первом матче за «Блэкберн» всего после трёх касаний мяча, выйдя на замену вместо травмированного Бенни Маккарти в сезоне 2007/08 в матче против «Мидлсбро».
Роке Санта Крус сделал свой первый хет-трик за «Блэкберн» 15 декабря 2007 в проигранном со счётом 3:5 матче против «Уигана». В декабре 2007 года он был назван лучшим игроком месяца в английской Премьер-лиге. В своём первом сезоне за «Блэкберн» он забил 19 голов.
В 2008 году в молодёжной академии «Блэкберна» стал выступать младший брат Роке, Хулио Санта Крус, который в 2012 году дебютировал в профессиональном футболе уже в составе «Олимпии».

#### «Манчестер Сити» и аренды
22 июня 2009 года Роке Санта Крус перешёл из «Блэкберна» в «Манчестер Сити» за 17,5 млн фунтов. 28 сентября в матче против «Вест Хэм Юнайтед» он дебютировал за новую команду, заменив во втором тайме Шона Райта-Филлипса. Тем не менее, в следующем сезоне он практически перестал появляться на поле. В декабрьском поединке против «Сандерленда» Санта Крус сделал «дубль», забив свои первые голы за «горожан». Многочисленные слухи связывали его с итальянским «Лацио».
14 января 2011 года Санта Крус на правах аренды до конца сезона вернулся в «Блэкберн». 30 августа 2011 года перешёл в испанский клуб «Реал Бетис» на правах годичной аренды. 11 сентября в матче против «Мальорки» Санта Крус дебютировал в Ла Лиге, заменив во втором тайме Хорхе Молину. 22 сентября в поединке против «Сарагосы» он сделал «дубль» забив первые голы за новую команду.

#### «Малага»
После окончания аренды в «Бетисе», Санта Крус вернулся в Манчестер. Из-за высокой конкуренции в линии атаки «Сити», в последний день трансферного окна Роке перешёл в испанскую «Малагу» на правах годовой аренды. 15 сентября 2012 года в матче против «Леванте» дебютировал за новый клуб, выйдя на замену вместо Хавьера Савиолы. 7 октября в поединке против «Атлетико Мадрид», Роке забил свой первый гол за «Малагу», правда этот мяч не помог его клубу добиться положительного результата, 2:1. 24 ноября в матче против «Валенсии», Санта Крус забил гол и помог своей команде одержать крупную победу, 4:0. 8 декабря во встрече против «Гранады», Роке забил один из голов команды и помог «Малаге» добиться крупной домашней победы, 4:0. 22 декабря в матче против мадридского «Реала», два гола Санта Круса принесли «анчоусам» первую за 29 лет домашнюю победу над королевским клубом.
13 марта 2013 года в ответном матче 1/8 финала Лиги чемпионов против португальского «Порту», Санта Крус забил победный гол, который помог его команде впервые в истории выйти в 1/4

#### «Крус Асуль» и аренда в «Малагу»
В начале 2015 года Санта Крус перешёл в мексиканский «Крус Асуль». Сумма трансфера составила 2 млн евро, а его зарплата стала самой большой в мексиканском первенстве. 11 января в матче против «Пачуки» он дебютировал в мексиканской Примере. 22 марта в поединке против «Тихуаны» Роке забил свой первый гол за новую команду.
Летом 2015 года Санта Крус на правах аренды вернулся в «Малагу». 10 января 2016 года в матче против «Лас-Пальмас» он забил первый гол за анчоусов после возвращения.

### Карьера в сборной
В начале 1999 года в составе молодёжной сборной Парагвая Роке принял участие в молодёжном чемпионате Южной Америки. На турнире он забил три гола в ворота команд Чили, Боливии и Бразилии и помог сборной квалифицироваться в мировое молодёжное первенство.
На молодёжном чемпионате мира в апреле того же года Санта Крус помог сборной выйти в 1/8 финала, забив три мяча в поединках против Уругвая и Коста-Рики.
28 апреля в товарищеском матче против сборной Мексики Роке дебютировал за сборную Парагвая. 17 июня в поединке против сборной Уругвая он забил свой первый гол за национальную команду. В том же году Снат Крус попал в заявку на участие в Кубке Америки. На турнире он отличился в матчах против команд Японии и Перу и вывел сборную в 1/4 финала.
В 2002 году Санта Крус поехал в составе Парагвая на чемпионат мира в Японии и Южной Корее. На турнире он сыграл в матчах против сборных Словении, Испании, ЮАР (забил гол) и Германии. В матче против Германии он отыграл всего 28 минут и попросил замену, поскольку почувствовал боль в ноге. После чемпионата мира группа болельщиков, не зная о травме, обвинила Роке чуть ли не в «предательстве», поскольку он, будучи игроком «Баварии», якобы не захотел играть против Германии. Несколько человек попытались в аэропорту напасть на игрока, но драку предотвратила полиция.
Спустя четыре года Санта Крус во второй раз отправился на чемпионат мира. В Германии он принял участие в поединках против сборных Англии, Швеции и Тринидада и Тобаго.
В 2007 году Роке поехал вместе с национальной командой в Венесуэлу на Кубок Америки. На турнире он принял участие в матчах против Колумбии, США, Аргентины и Мексики. В поединке против колумбийцев Санта Крус сделал свой первый хет-трик за сборную.
В 2010 году Роке в третий раз принял участие в чемпионате мира. На турнире в ЮАР он сыграл в матчах против сборных Италии, Словакии, Новой Зеландии, Испании и Японии.
Год спустя на Кубке Америки в Аргентине Санта-Крус помог сборной завоевать серебряные медали. На турнире он принял участие в матчах против команд Эквадора, Бразилии и дважды Венесуэлы. В поединке против бразильцев Роке забил гол.
В 2015 году Санта Крус был включён в заявку сборной на Кубок Америки в Чили. На турнире он сыграл в матчах против Бразилии, Ямайки и дважды Аргентины.

## Статистика

### Голы за молодёжную сборную Парагвая
| #  | Дата           | Место                                         | Противник          | Счёт | Результат | Соревнование                            |
| -- | -------------- | --------------------------------------------- | ------------------ | ---- | --------- | --------------------------------------- |
| 1. | 8 января 1999  | Эстадио Сан-Мартин, Сан-Мартин, Аргентина     | Боливия (до 20)    | 1:1  | 2:1       | Молодёжный чемпионат Южной Америки 1999 |
| 2. | 10 января 1999 | Эстадио Сан-Мартин, Сан-Мартин, Аргентина     | Бразилия (до 20)   | 1:0  | 1:1       | Молодёжный чемпионат Южной Америки 1999 |
| 3. | 21 января 1999 | Хосе Мария Минелья, Мар-дель-Плата, Аргентина | Чили (до 20)       | 3:1  | 3:2       | Молодёжный чемпионат Южной Америки 1999 |
| 4. | 7 апреля 1999  | Национальный стадион, Лагос, Нигерия          | Коста-Рика (до 20) | 1:0  | 3:1       | Молодёжный чемпионат мира 1999          |
| 5. | 14 апреля 1999 | Национальный стадион, Лагос, Нигерия          | Уругвай (до 20)    | 1:2  | 2:2       | Молодёжный чемпионат мира 1999          |
| 6. | 14 апреля 1999 | Национальный стадион, Лагос, Нигерия          | Уругвай (до 20)    | 2:2  | 2:2       | Молодёжный чемпионат мира 1999          |

### Голы за сборную Парагвая
| #   | Дата             | Место                                               | Противник      | Счёт | Результат | Соревнование                     |
| --- | ---------------- | --------------------------------------------------- | -------------- | ---- | --------- | -------------------------------- |
| 1.  | 17 июня 1999     | Антонио Сарруби, Сьюдад-дель-Эсте, Парагвай         | Уругвай        | 1:3  | 2:3       | Товарищеский матч                |
| 2.  | 2 июля 1999      | Дефенсорес дель Чако, Асунсьон, Парагвай            | Япония         | 2:0  | 4:0       | Кубок Америки 1999               |
| 3.  | 2 июля 1999      | Дефенсорес дель Чако, Асунсьон, Парагвай            | Япония         | 4:0  | 4:0       | Кубок Америки 1999               |
| 4.  | 5 июля 1999      | Рио Парапити, Педро-Хуан-Кабальеро, Парагвай        | Перу           | 1:0  | 1:0       | Кубок Америки 1999               |
| 5.  | 7 октября 2000   | Эль Кампин, Богота, Колумбия                        | Колумбия       | 0:1  | 0:2       | Чемпионат мира 2002 квалификация |
| 6.  | 15 ноября 2000   | Дефенсорес дель Чако, Асунсьон, Парагвай            | Перу           | 1:0  | 5:1       | Чемпионат мира 2002 квалификация |
| 7.  | 5 сентября 2001  | Дефенсорес дель Чако, Асунсьон, Парагвай            | Боливия        | 4:1  | 5:1       | Чемпионат мира 2002 квалификация |
| 8.  | 17 мая 2002      | Росунда, Стокгольм, Швеция                          | Швеция         | 0:1  | 1:2       | Товарищеский матч                |
| 9.  | 2 июня 2002      | Главный стадион Азиады в Пусане, Пусан, Южная Корея | ЮАР            | 1:0  | 2:2       | Чемпионат мира 2002              |
| 10. | 15 ноября 2003   | Дефенсорес дель Чако, Асунсьон, Парагвай            | Эквадор        | 1:0  | 2:1       | Чемпионат мира 2006 квалификация |
| 11. | 5 июня 2005      | Бейра-Рио, Порту-Алегри, Бразилия                   | Бразилия       | 3:1  | 4:1       | Чемпионат мира 2006 квалификация |
| 12. | 8 июня 2005      | Дефенсорес дель Чако, Асунсьон, Парагвай            | Боливия        | 2:1  | 4:1       | Чемпионат мира 2006 квалификация |
| 13. | 3 сентября 2005  | Дефенсорес дель Чако, Асунсьон, Парагвай            | Аргентина      | 1:0  | 1:0       | Чемпионат мира 2006 квалификация |
| 14. | 25 марта 2007    | Эстадио Университарио, Монтеррей, Мексика           | Мексика        | 2:1  | 2:1       | Товарищеский матч                |
| 15. | 28 июня 2007     | Хосе Паченчо Ромаро, Маракайбо, Венесуэла           | Колумбия       | 1:0  | 5:0       | Кубок Америки 2007               |
| 16. | 28 июня 2007     | Хосе Паченчо Ромаро, Маракайбо, Венесуэла           | Колумбия       | 2:0  | 5:0       | Кубок Америки 2007               |
| 17. | 28 июня 2007     | Хосе Паченчо Ромаро, Маракайбо, Венесуэла           | Колумбия       | 3:0  | 5:0       | Кубок Америки 2007               |
| 18. | 17 ноября 2007   | Дефенсорес дель Чако, Асунсьон, Парагвай            | Эквадор        | 3:0  | 5:1       | Чемпионат мира 2010 квалификация |
| 19. | 15 июня 2008     | Дефенсорес дель Чако, Асунсьон, Парагвай            | Бразилия       | 1:0  | 2:0       | Чемпионат мира 2010 квалификация |
| 20. | 18 июня 2008     | Эрнандо Силес, Ла-Пас, Боливия                      | Боливия        | 2:1  | 4:2       | Чемпионат мира 2010 квалификация |
| 21. | 15 мая 2010      | Коловрай Ньон, Ньон, Швейцария                      | Северная Корея | 1:0  | 1:0       | Товарищеский матч                |
| 22. | 17 ноября 2010   | Гонконг Стэдиум, Виктория, Гонконг                  | Гонконг        | 0:1  | 0:7       | Товарищеский матч                |
| 23. | 17 ноября 2010   | Гонконг Стэдиум, Виктория, Гонконг                  | Гонконг        | 0:3  | 0:7       | Товарищеский матч                |
| 24. | 11 июня 2011     | Дефенсорес дель Чако, Асунсьон, Парагвай            | Румыния        | 2:0  | 2:0       | Товарищеский матч                |
| 25. | 9 июля 2011      | Марио Кемпес, Кордова, Аргентина                    | Бразилия       | 1:1  | 2:2       | Кубок Америки по футболу 2011    |
| 26. | 7 июня 2013      | Дефенсорес дель Чако, Асунсьон, Парагвай            | Чили           | 1:2  | 1:2       | Чемпионат мира 2014 квалификация |
| 27. | 6 сентября 2013  | Дефенсорес дель Чако, Асунсьон, Парагвай            | Боливия        | 2:0  | 4:0       | Чемпионат мира 2014 квалификация |
| 28. | 10 сентября 2013 | Дефенсорес дель Чако, Асунсьон, Парагвай            | Аргентина      | 2:4  | 2:5       | Чемпионат мира 2014 квалификация |
| 29. | 29 мая 2014      | Куфштайн Арена, Куфштайн, Австрия                   | Камерун        | 2:0  | 2:1       | Товарищеский матч                |
| 30. | 18 ноября 2014   | Национальный стадион, Лима, Перу                    | Перу           | 2:0  | 2:0       | Товарищеский матч                |
| 31. | 6 июня 2015      | Мануэль Феррейра, Асунсьон, Парагвай                | Гондурас       | 1:1  | 2:2       | Товарищеский матч                |
| 32. | 6 июня 2015      | Мануэль Феррейра, Асунсьон, Парагвай                | Гондурас       | 2:2  | 2:2       | Товарищеский матч                |

## Достижения

### Командные
«Олимпия» (Асунсьон)
- Чемпион Парагвая (7): 1998, 1999, Апертура 2018, Клаусура 2018, Апертура 2019, Клаусура 2019, Клаусура 2020
- Обладатель Кубка Парагвая (1): 2021
- Обладатель Суперкубка Парагвая (1): 2021

«Бавария»
- Чемпион Германии (5): 1999/2000, 2000/01, 2002/03, 2004/05, 2005/06
- Обладатель Кубка Германии (4): 1999/00, 2002/03, 2004/05, 2005/06
- Обладатель Кубка немецкой лиги (2): 1999/00, 2003/04
- Победитель Лиги чемпионов: 2000/01
- Обладатель Межконтинентального кубка: 2001

Сборная Парагвая
- Финалист Кубка Америки: 2011

### Личные
- Футболист года в Парагвае (2): 1999, 2019
- Игрок месяца английской Премьер-лиги: декабрь 2007
- Лучший бомбардир чемпионата Парагвая: Клаусура 2017 (11 голов)